# وانادیل سولفات
وانادیل سولفات (به انگلیسی: Vanadyl sulfate) با فرمول شیمیایی VOSO۴ یک ترکیب شیمیایی است. که جرم مولی آن ۱۶۳ g/mol می‌باشد. شکل ظاهری این ترکیب، پودر آبی است.
بسیار محلول در آب است. چگالی آن از آب بیشتر بوده و در صورت تماس با بدن می‌تواند موجب ایجاد حساسیت برای پوست ، چشم و غشاء مخاطی شود. در صورت بلعیده شدن ، استنشاق و جذب پوستی می‌تواند سمی باشد.